# 瓦雷讷河
瓦雷讷河（法語：Varenne，法語發音：[vaʁɛn] ⓘ）是法国奥恩省与马耶讷省的河流，是马耶讷河的右支流，长60千米，发源自朗迪古，于昂布里耶尔莱瓦莱流入马耶讷河。